# Carly Gullickson
Carly Gullickson (Cincinnati, 26 novembre 1986) è un'ex tennista statunitense.
Ha ottenuto i migliori risultati come doppista.

## Biografia
Figlia dell'ex giocatore di baseball Bill Gullickson, ha quattro sorelle, tra cui Chelsey Gullickson, tennista anche lei.
Ha vinto due Bell Challenge in doppio: il primo nel 2004, giocando con María Emilia Salerni (battendo in finale Els Callens e Samantha Stosur in una sfida molto dura terminata 7-5, 7-5.); il secondo nel 2006, questa volta in coppia con Laura Granville (sconfiggendo in finale Jill Craybas e Alina Židkova col punteggio di 6-3, 6-4).
Nel ranking ha raggiunto la 52ª posizione in doppio il 3 aprile del 2006. All'US Open 2009 si è fermata al terzo turno del doppio femminile ma ha vinto il doppio misto con Travis Parrott.
Si è ritirata nel 2013.

## Statistiche

### Doppio

#### Vittorie (2)
| Legenda: Prima del 2009 |
| ----------------------- |
| Grande Slam (0)         |
| Ori Olimpici (0)        |
| WTA Finals (0)          |
| Tier I (0)              |
| Tier II (0)             |
| Tier III (2)            |
| Tier IV (0)             |
| Tier V (0)              |

| N. | Data            | Torneo                          | Superficie    | Compagna             | Avversarie                  | Punteggio |
| 1. | 7 novembre 2004 | Bell Challenge, Québec City     | Sintetico (i) | María Emilia Salerni | Els Callens Samantha Stosur | 7-5, 7-5  |
| 2. | 5 novembre 2006 | Bell Challenge, Québec City (2) | Sintetico (i) | Laura Granville      | Jill Craybas Alina Židkova  | 6-3, 6-4  |

#### Sconfitte (1)
| Legenda: Dal 2009     |
| --------------------- |
| Grande Slam (0)       |
| Argenti Olimpici (0)  |
| WTA Championships (0) |
| Premier Mandatory (0) |
| Premier 5 (0)         |
| Premier (0)           |
| International (1)     |
| WTA 125s (0)          |

| N. | Data              | Torneo                  | Superficie | Compagna    | Avversarie                   | Punteggio |
| 5. | 27 settembre 2009 | Hansol Korea Open, Seul | Cemento    | Nicole Kriz | Chan Yung-jan Abigail Spears | 3-6, 4-6  |

### Doppio misto

#### Vittorie (1)
| Tornei del Grande Slam  |
| ----------------------- |
| Australian Open (0)     |
| Open di Francia (0)     |
| Torneo di Wimbledon (0) |
| US Open (1)             |
| Ori Olimpici (0)        |

| N. | Data              | Torneo            | Superficie | Partner        | Avversario in finale    | Punteggio |
| 1. | 11 settembre 2009 | US Open, New York | Cemento    | Travis Parrott | Cara Black Leander Paes | 6-2, 6-4  |

## Risultati in progressione
| Sigla | Risultato               |
| ----- | ----------------------- |
| V     | Vincitore               |
| F     | Finalista               |
| SF    | Semifinalista           |
| O     | Oro olimpico            |
| A     | Argento olimpico        |
| SF    | Bronzo olimpico         |
| QF    | Quarti di Finale        |
| 4T    | Quarto turno            |
| 3T    | Terzo turno             |
| 2T    | Secondo turno           |
| 1T    | Primo turno             |
| RR    | Round Robin             |
| LQ    | Turno di qualificazione |
| A     | Assente                 |
| ND    | Non disputato           |

| Legenda superfici    |
| -------------------- |
| Cemento              |
| Terra battuta        |
| Erba                 |
| Superficie variabile |

### Singolare nei tornei del Grande Slam
| Torneo          | 2003 | 2004 | 2005 | 2006 | 2007 | 2008 | 2009 | 2010 | 2011 | 2012 | 2013 |
| --------------- | ---- | ---- | ---- | ---- | ---- | ---- | ---- | ---- | ---- | ---- | ---- |
| Australian Open | A    | A    | A    | A    | A    | A    | A    | A    | A    | A    | A    |
| Open di Francia | A    | A    | A    | A    | A    | A    | 1T   | A    | A    | A    | A    |
| Wimbledon       | 1T   | A    | A    | A    | A    | A    | A    | A    | A    | A    | A    |
| US Open         | 1T   | A    | 1T   | A    | A    | A    | 1T   | A    | A    | A    | A    |

### Doppio nei tornei del Grande Slam
| Torneo          | 2003 | 2004 | 2005 | 2006 | 2007 | 2008 | 2009 | 2010 | 2011 | 2012 | 2013 |
| --------------- | ---- | ---- | ---- | ---- | ---- | ---- | ---- | ---- | ---- | ---- | ---- |
| Australian Open | A    | A    | A    | A    | 1T   | A    | 1T   | 2T   | 1T   | A    | A    |
| Open di Francia | A    | A    | A    | 1T   | A    | A    | 2T   | 1T   | A    | A    | A    |
| Wimbledon       | A    | A    | A    | 2T   | A    | 2T   | 1T   | A    | A    | A    | A    |
| US Open         | 2T   | A    | 1T   | 2T   | A    | 3T   | 3T   | 2T   | A    | A    | A    |

### Doppio misto nei tornei del Grande Slam
| Torneo          | 2003 | 2004 | 2005 | 2006 | 2007 | 2008 | 2009 | 2010 | 2011 | 2012 | 2013 |
| --------------- | ---- | ---- | ---- | ---- | ---- | ---- | ---- | ---- | ---- | ---- | ---- |
| Australian Open | A    | A    | A    | A    | A    | A    | A    | 1T   | A    | A    | A    |
| Open di Francia | A    | A    | A    | A    | A    | A    | A    | A    | A    | A    | A    |
| Wimbledon       | A    | A    | A    | A    | A    | A    | A    | A    | A    | A    | A    |
| US Open         | A    | A    | A    | A    | A    | A    | V    | 1T   | A    | A    | A    |